# Quinceañera

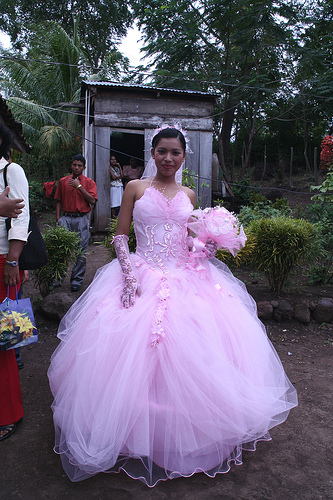
En nicaraguansk flicka firar sin quinceañera

Quinceañera (som betyder: En (flicka) som är femton), ibland kallat fiesta de quince años, fiesta de quinceañera, quince años eller quince, är firandet av en flickas 15-årsdag i delar av Latinamerika samt hos latinamerikanska invandrare i andra delar av världen. Ceremonin skiljer sig från traditionellt födelsedagsfirande, eftersom det markerar övergången från barndom till ung kvinna. Firandets form varierar dock mellan olika länder; på vissa håll är det religiösa inslaget större än andra. 
I Brasilien, där portugisiska talas, säger man festa de debutante, baile de debutante eller festa de quinze anos. I  Franska Karibien och Franska Guyana heter det fête des quinze ans.

### Fotnoter
1. ↑  ”U.S. Conference of Catholic Bishops.”. Arkiverad från originalet den 16 juli 2011. https://web.archive.org/web/20110716045335/http://www.usccb.org/liturgy/quinceanera.shtml. Läst 2 oktober 2012.